# Municipio de Sapareva Bania
Sapareva Bania (en búlgaro: Сапарева баня) es un municipio búlgaro situado en la provincia de Kiustendil. Tiene una población estimada, a mediados de septiembre de 2024, de 7142 habitantes.
La capital es Sapareva Bania, donde vive más de la mitad de la población del municipio.

## Demografía
Según el censo de 2011, en ese momento tenía una población de 7528 habitantes, de los cuales el 94.5% eran étnicamente búlgaros y el 2.14% eran gitanos.

## Lugares poblados
Comprende la ciudad de Sapareva Bania y cuatro pueblos:
- Ovchartsi
- Paníchishte
- Resílovo
- Saparevo